# Паровой трамвай

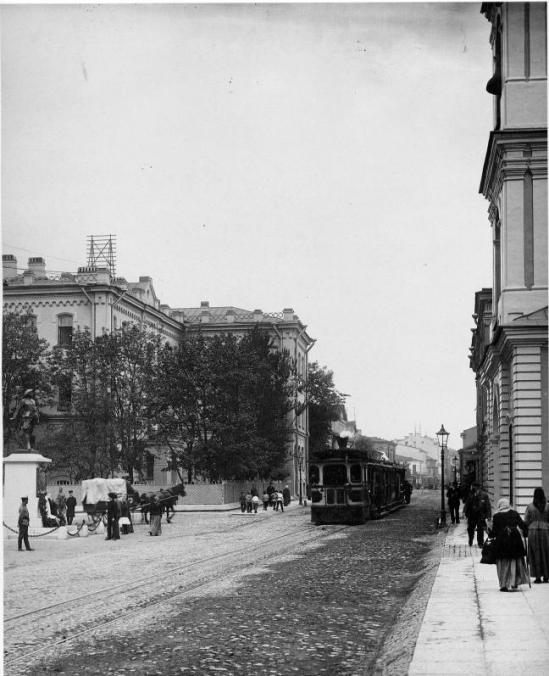
Петербургский паровик.

…Мы на полустанке
И забыты ночью?
Далеко зашёл ты,
Паровик усталый!

Доски бледно-жёлты,
Серебристо-жёлты,
И налип на шпалы

Иней мёртво-талый.
Уж туда ль зашел ты,
Паровик усталый?…

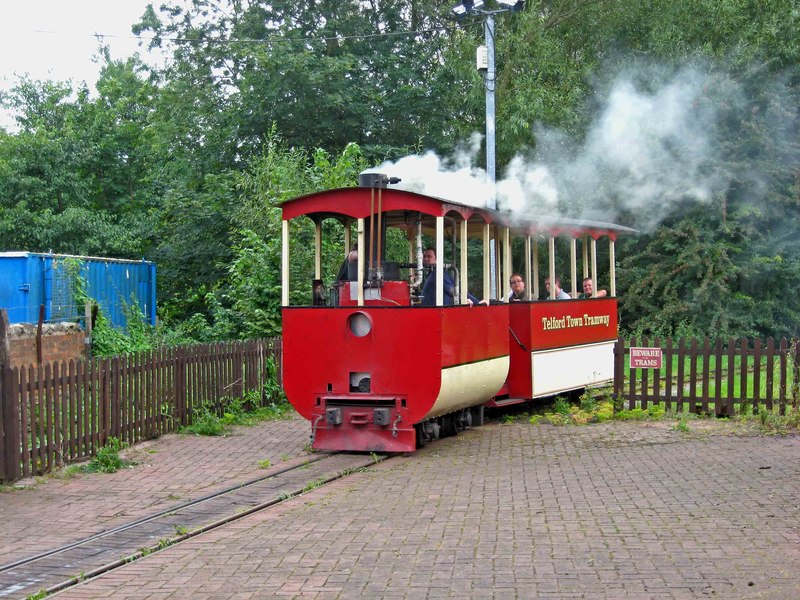

Паровой трамвай или парови́к — трамвай, приводимый в движение паровой машиной. Являлся промежуточной стадией между конкой и электрическим трамваем.  

## История
Паровые трамваи стали появляться в городах в 1870-х годах, когда начался переход городских железных дорог с конной тяги на механическую. Первый паровик начал эксплуатироваться в США: он вышел на улицы Нового Орлеана в 1873 году. Поезда на такого рода дорогах вначале водили танк-паровозы «трамвайного» типа, с вертикально расположенным котлом, внешне — закрытые, как вагоны, впоследствии — с конденсацией пара.

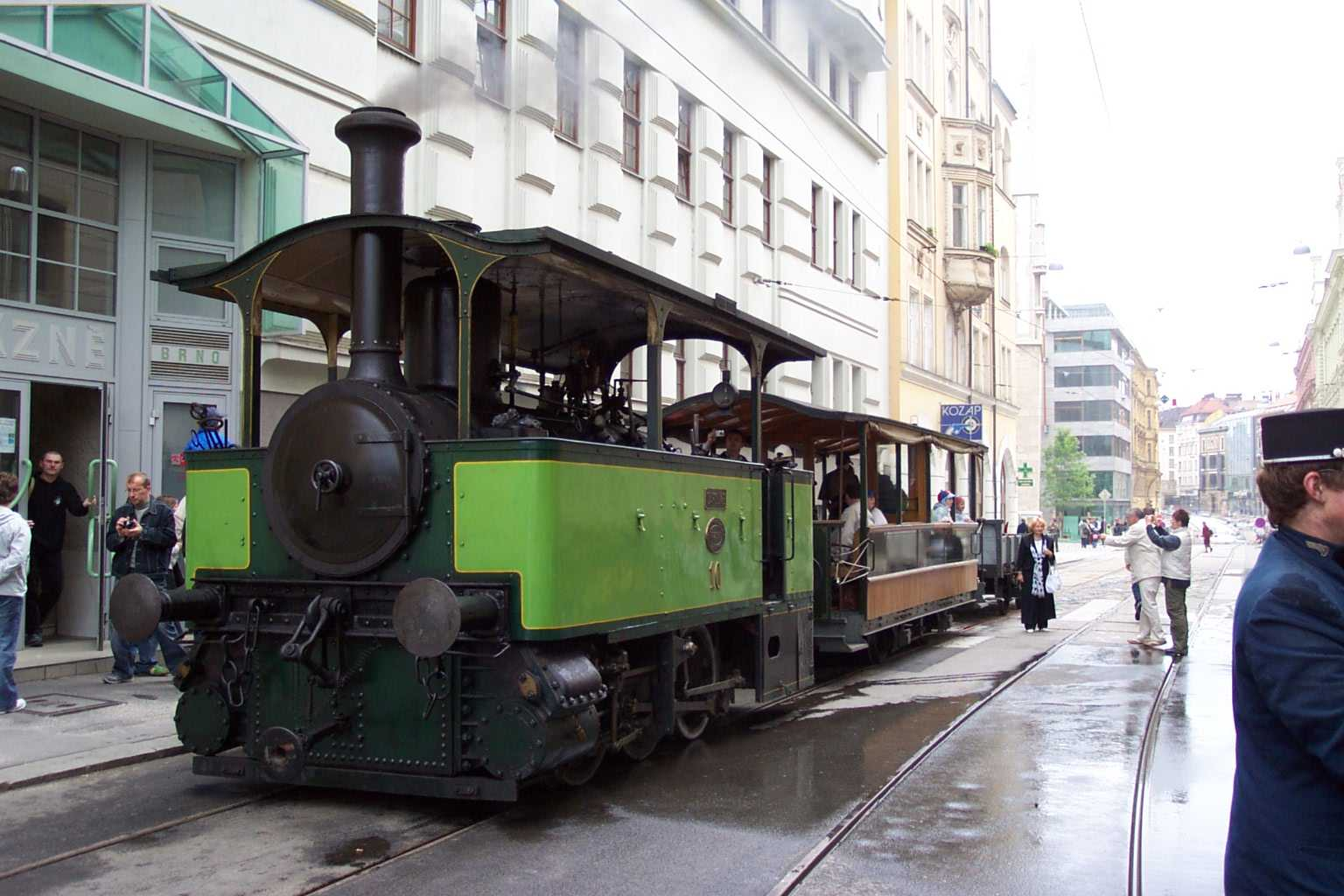
Брненский паровой трамвай во время июньского парада

В пределах Российской Империи и СССР паровые трамваи эксплуатировались в Одессе (1881), Санкт-Петербурге (1882—1922, 19 км путей), Коломые (1884), Москве (1886), Баку (1889), Киеве (1892), Белгороде-Днестровском (1907), Каунасе (1914), Ейске (1915), Таллине (1916), Старой Руссе (1922), Самарканде (1924) и других городах.
В Москве и Санкт-Петербурге владельцы конок активно сопротивлялись переводу линий на паровики, ввиду чего в начале XX века многие маршруты конки просуществовали до того момента, когда их переоборудовали уже на электрический трамвай.
С приходом электрических трамваев паровые постепенно были выведены из эксплуатации.

## Конструкция
Паровой трамвай фактически представлял собой паровой поезд, передвигавшийся по городской железной дороге.

### Осевые формулы

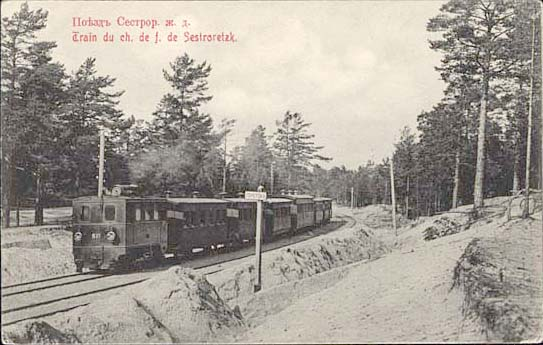
Танк-паровоз трамвайного типа постройки Путиловского завода на Приморско-Сестрорецкой дороге

Пассажирские танк-паровозы, нуждавшиеся не в значительном сцепном весе, а в высокой скорости и хорошем парообразовании для её поддержания, часто строились с бегунковыми и поддерживающими колёсами. Другим вариантом пассажирского танкового локомотива был паровоз «трамвайного» типа, с соответствующей тому времени осевой формулой: 0-2-0. Такого рода танк-паровозы водили поезда на Приморско-Сестрорецкой дороге.

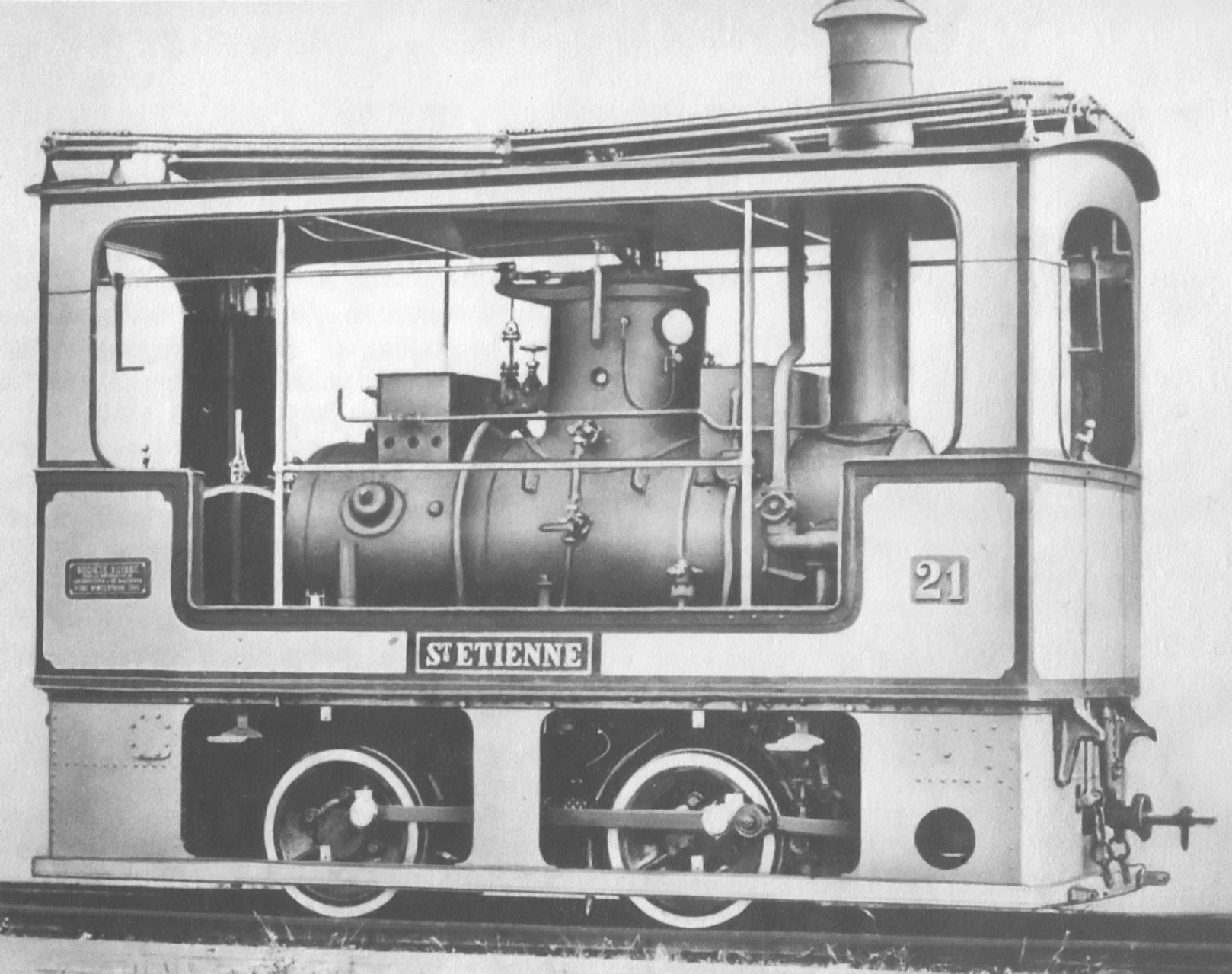
Паровоз «трамвайного» типа